# Hénencourt
Hénencourt és un municipi francès situat al departament del Somme i a la regió dels Alts de França. L'any 2007 tenia 177 habitants.

## Demografia

### Població

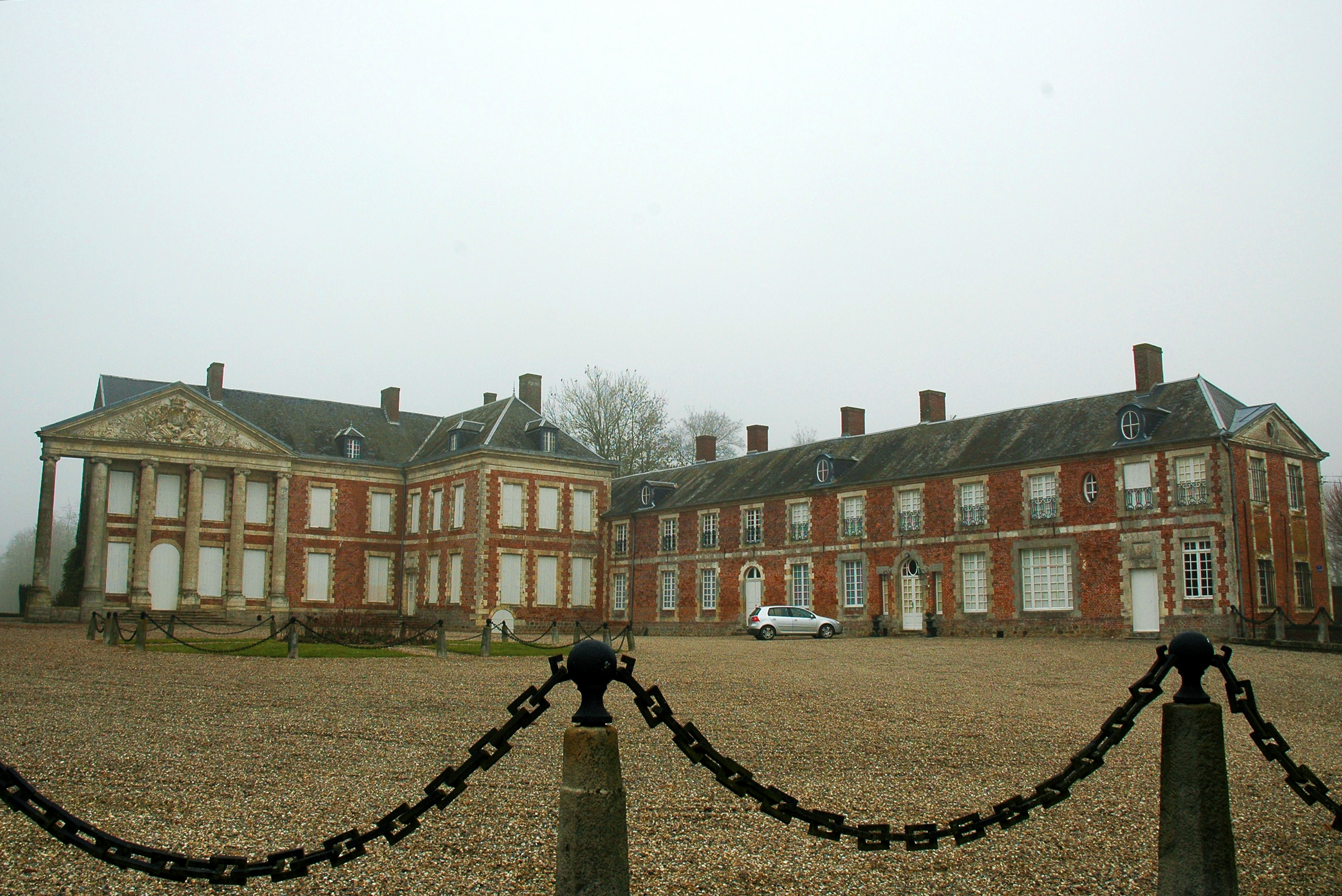
castell

El 2007 la població de fet de Hénencourt era de 177 persones. Hi havia 69 famílies de les quals 19 eren unipersonals (8 homes vivint sols i 11 dones vivint soles), 19 parelles sense fills i 31 parelles amb fills.
La població ha evolucionat segons el següent gràfic:
Habitants censats

### Habitatges
El 2007 hi havia 78 habitatges, 69 eren l'habitatge principal de la família, 1 era una segona residència i 8 estaven desocupats. 76 eren cases i 1 era un apartament. Dels 69 habitatges principals, 59 estaven ocupats pels seus propietaris, 9 estaven llogats i ocupats pels llogaters i 1 estava cedit a títol gratuït; 8 tenien tres cambres, 18 en tenien quatre i 43 en tenien cinc o més. 53 habitatges disposaven pel capbaix d'una plaça de pàrquing. A 27 habitatges hi havia un automòbil i a 34 n'hi havia dos o més.

### Piràmide de població

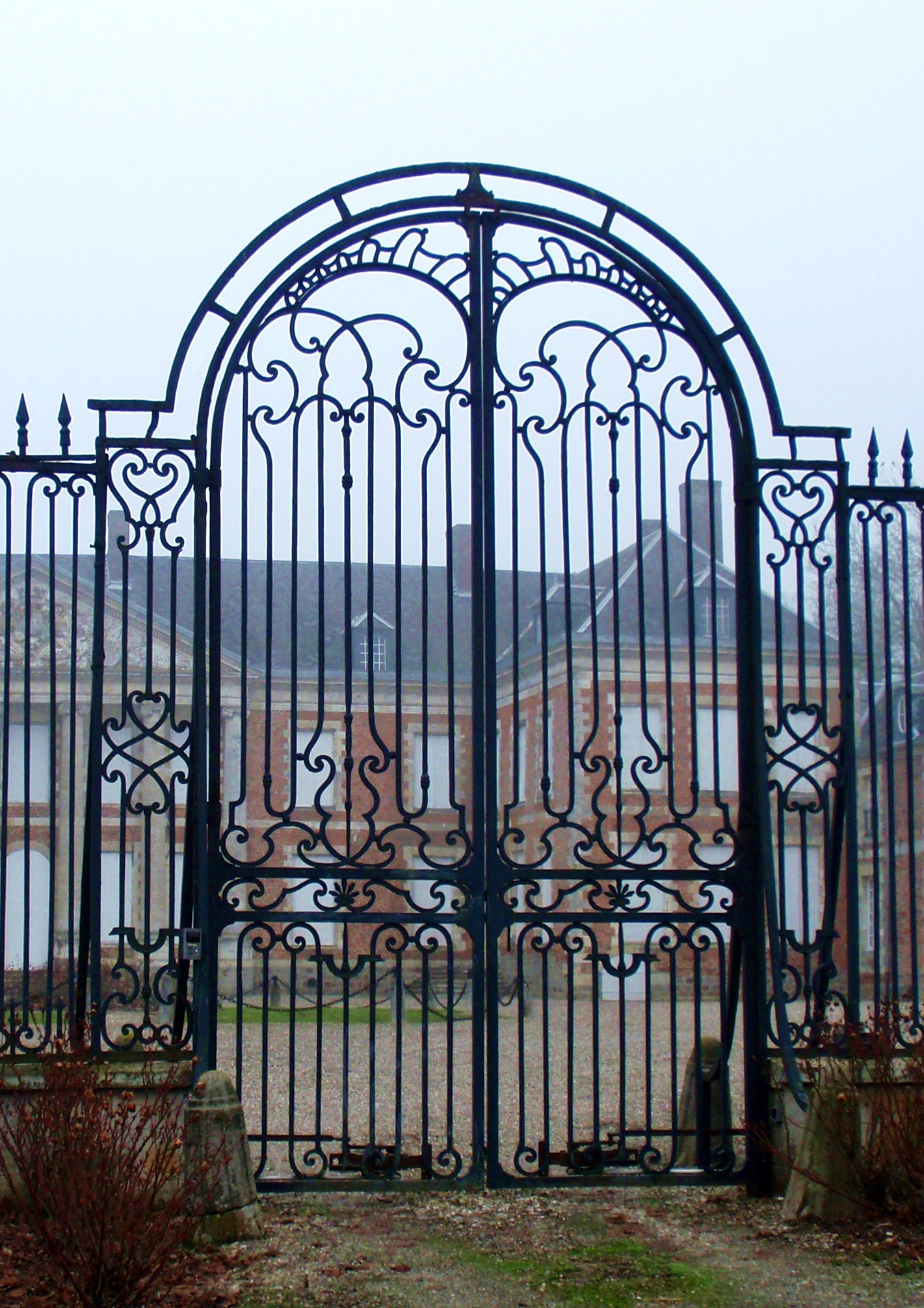
Castell

La piràmide de població per edats i sexe el 2009 era:
| Homes | Edats   | Dones |
| ----- | ------- | ----- |
| 0     | 95 o +  | 0     |
| 4     | 90 a 94 | 0     |
| 0     | 85 a 89 | 0     |
| 4     | 80 a 84 | 4     |
| 4     | 75 a 79 | 4     |
| 0     | 70 a 74 | 0     |
| 8     | 65 a 69 | 8     |
| 0     | 60 a 64 | 8     |
| 12    | 55 a 59 | 0     |
| 8     | 50 a 54 | 12    |
| 8     | 45 a 49 | 8     |
| 8     | 40 a 44 | 4     |
| 0     | 35 a 39 | 4     |
| 8     | 30 a 34 | 4     |
| 4     | 25 a 29 | 0     |
| 4     | 20 a 24 | 16    |
| 4     | 15 a 19 | 4     |
| 0     | 10 a 14 | 4     |
| 4     | 5 a 9   | 4     |
| 4     | 0 a 4   | 4     |

## Economia

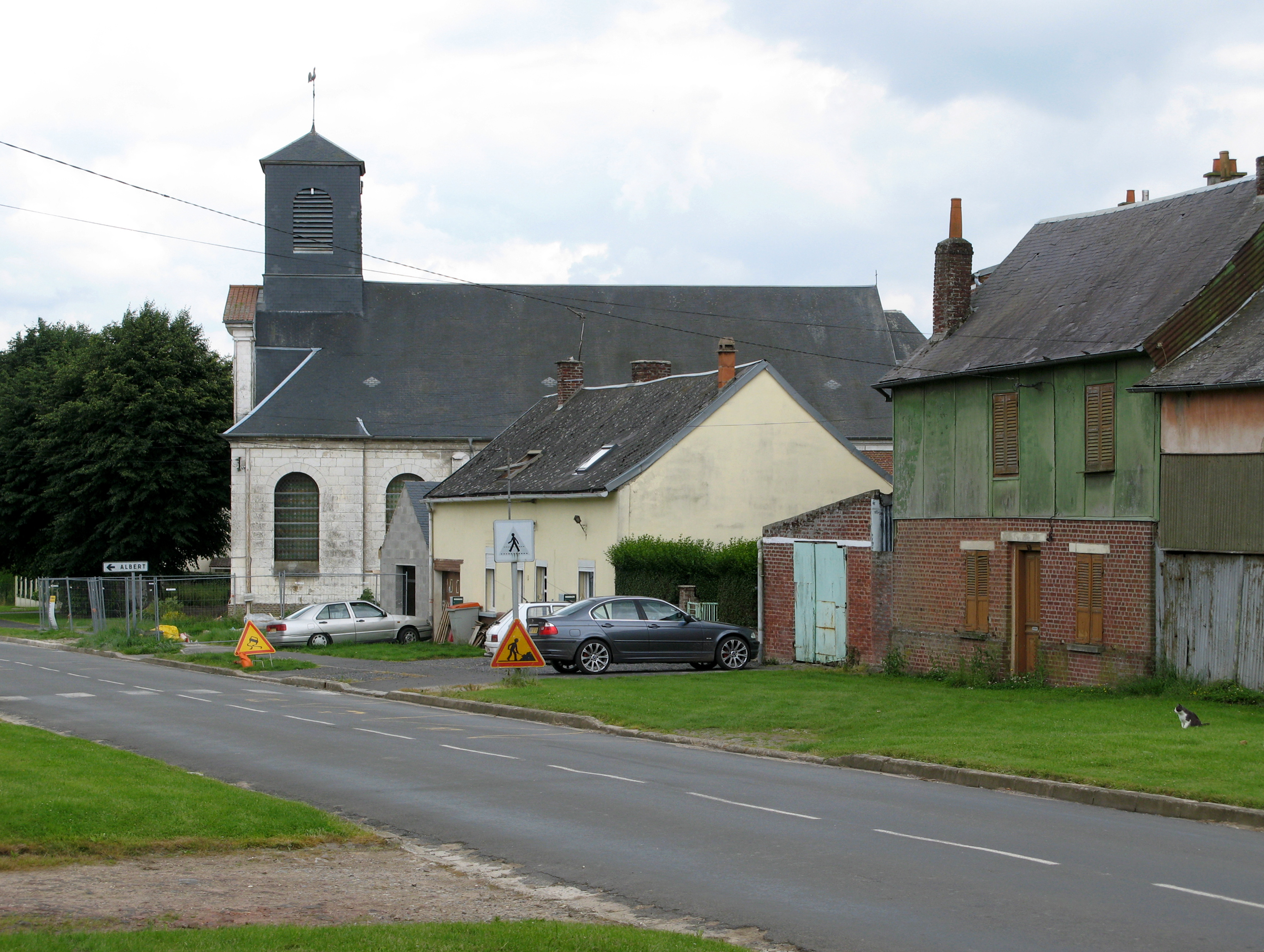
església

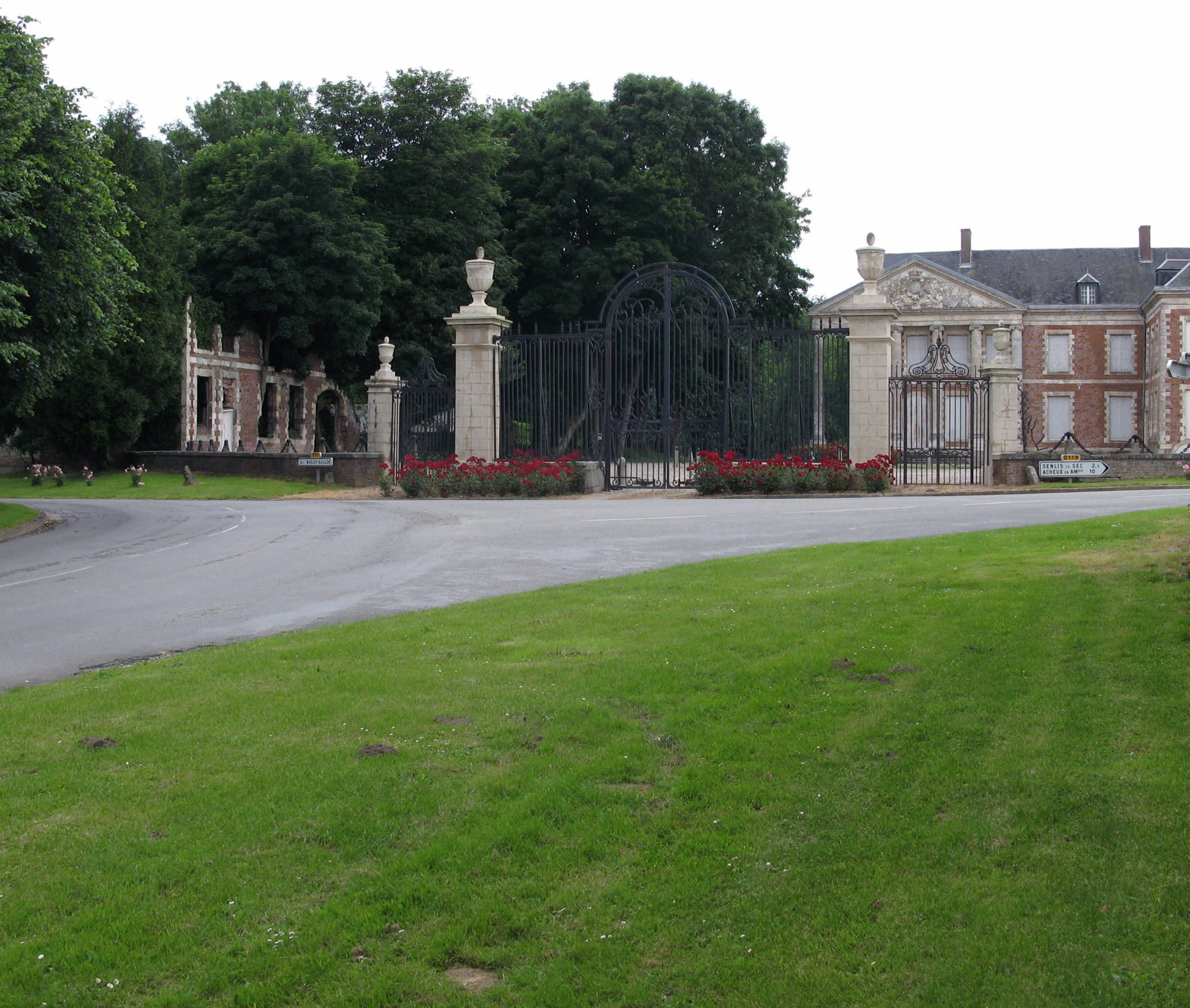
castell

El 2007 la població en edat de treballar era de 131 persones, 92 eren actives i 39 eren inactives. De les 92 persones actives 81 estaven ocupades (44 homes i 37 dones) i 11 estaven aturades (5 homes i 6 dones). De les 39 persones inactives 17 estaven jubilades, 11 estaven estudiant i 11 estaven classificades com a «altres inactius».

### Ingressos
El 2009 a Hénencourt hi havia 73 unitats fiscals que integraven 190 persones, la mediana anual d'ingressos fiscals per persona era de 18.073 €.

### Activitats econòmiques

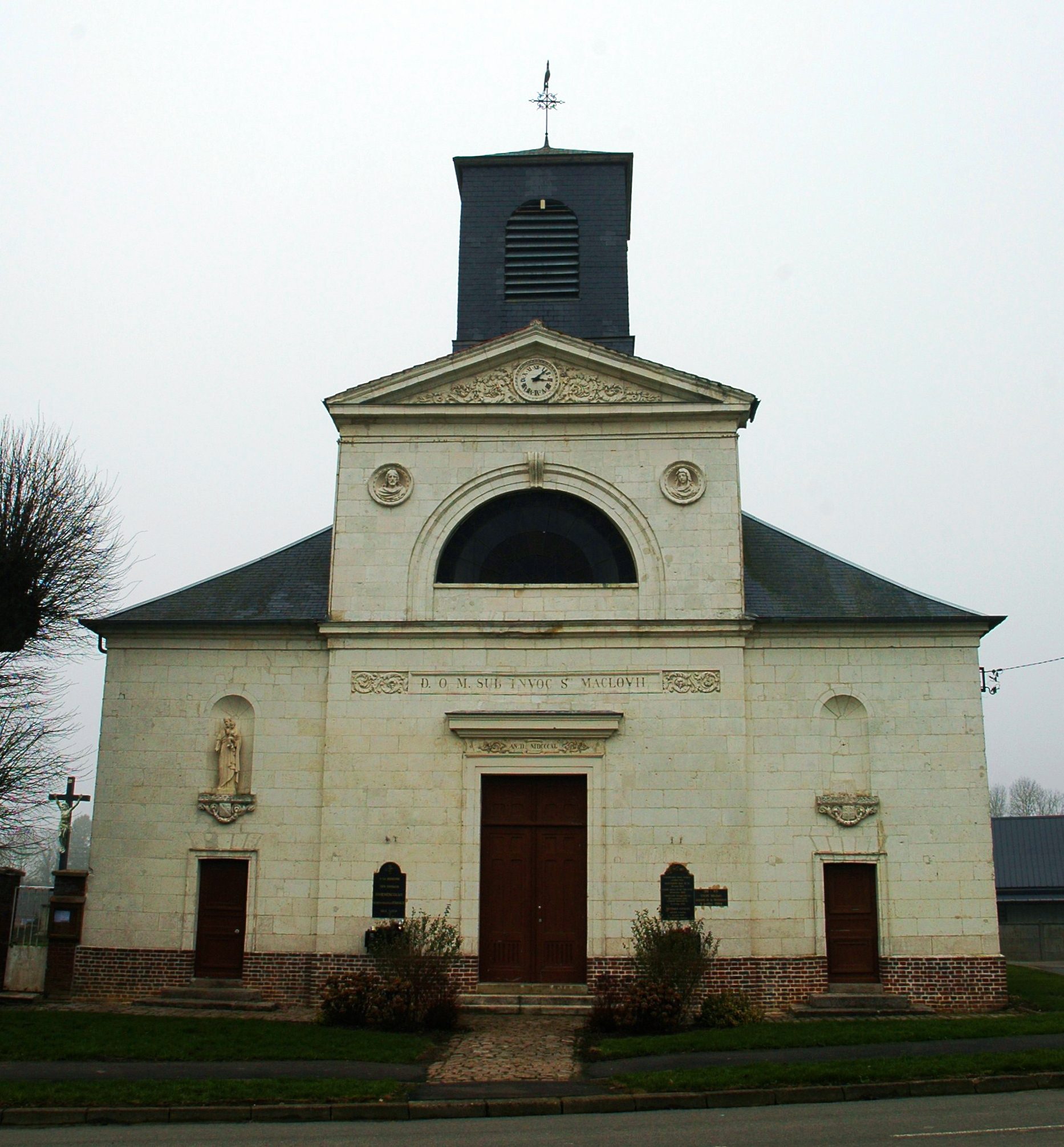

Dels 4 establiments que hi havia el 2007, 1 era d'una empresa extractiva, 1 d'una empresa de construcció, 1 d'una empresa de comerç i reparació d'automòbils i 1 d'una empresa de transport.
L'únic servei als particulars que hi havia el 2009 era una lampisteria.
L'any 2000 a Hénencourt hi havia 7 explotacions agrícoles.

## Poblacions més properes

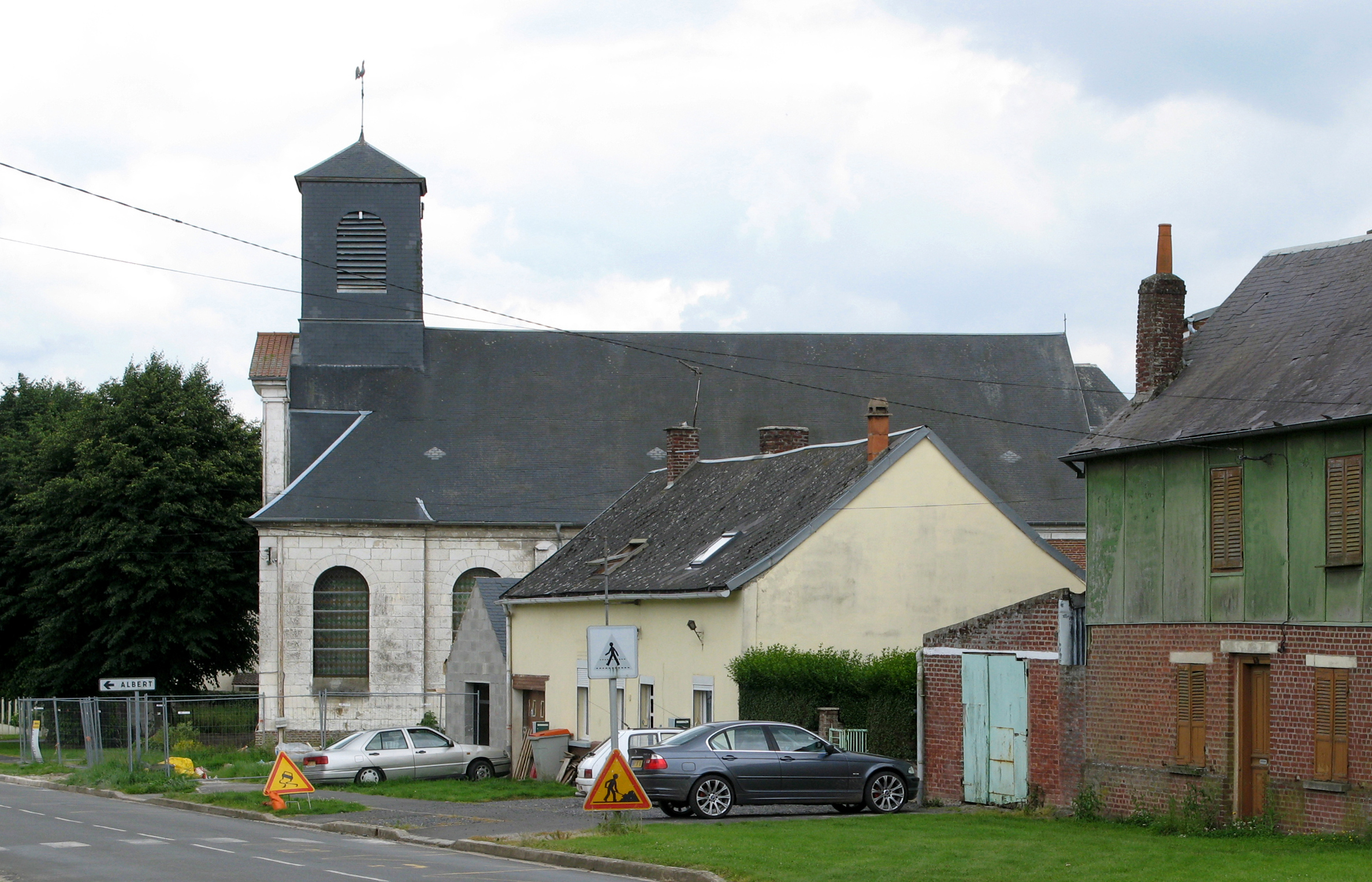

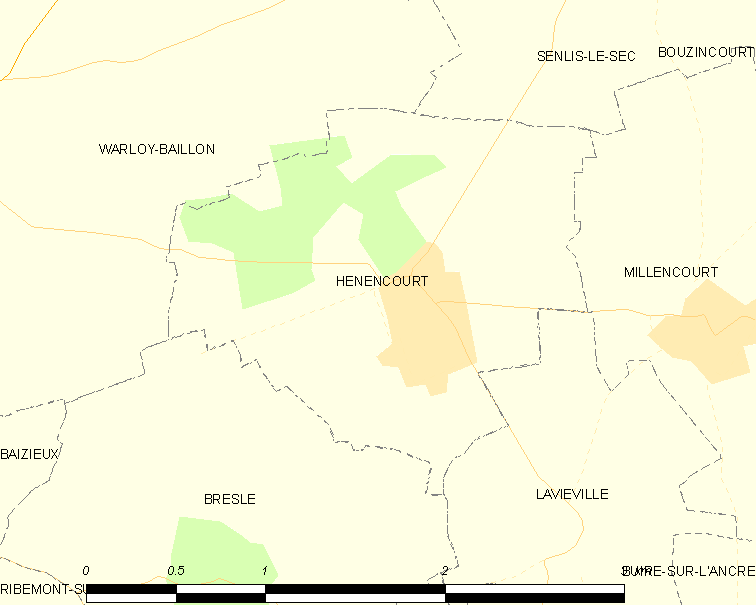
municipi

El següent diagrama mostra les poblacions més properes.